# Jules Roguin
Pour les articles homonymes, voir Roguin.
Jules Roguin, né le 17 septembre 1823 à Yverdon et mort le 6 octobre 1908 à Plainpalais (depuis 1931 dans la commune de Genève), est un avocat, un professeur de droit et une personnalité politique suisse.

## Biographie
De confession protestante, originaire d'Yverdon, Jules Roguin est le fils d'Augustin Roguin. Il épouse en 1849 Mathilde de Morsier. Après des études de droit à l'académie de Lausanne et à l'université de Heidelberg, il obtient son brevet d'avocat en 1849. Après sa carrière politique, il est juge fédéral de 1874 à 1890, puis professeur extraordinaire de droit public à Genève de 1890 à 1905. Il est en outre administrateur de la compagnie d'assurance-vie Rentenanstalt, membre du conseil général de la Banque cantonale vaudoise de 1861 à 1872 et membre du comité de la Société industrielle et commerciale du canton de Vaud de 1882 à 1892. Il a le grade de lieutenant-colonel d'infanterie dans l'Armée suisse.

### Carrière politique
Jules Roguin est membre du Parti libéral. Il est député au Grand Conseil vaudois de 1852 à 1862. Il devient Conseiller d'État le 30 janvier 1862, lorsqu'une coalition de libéraux, de radicaux modérés et de radicaux de gauche succède au gouvernement de Louis-Henri Delarageaz ; Jules Roguin y dirige le département des finances jusqu'en 1866. Il est réélu au Grand Conseil de 1866 à 1874 et en est le président en 1869. Il est en parallèle syndic d'Yverdon de 1870 à 1874 et Conseiller aux États du 6 juillet 1863 au 1er décembre 1874,,.